# 丁臺
丁臺，是臺灣臺中市霧峰區的一個傳統地域名稱，位於該區西南部。相較於今日行政區，其範圍大致包括四德里西南部凸出部分、丁臺里不含最北端及最東端、北勢里、南勢里、舊正里西南端。

## 歷史
台灣清治末期至日治初期，丁臺地區為一街庄，稱為「丁臺庄」，隸屬於貓羅堡。該庄北與吳厝庄、東與柳樹湳庄、萬斗六庄為鄰，南邊及西南邊隔大肚溪與番仔田庄、下茄荖庄為界，西邊為喀哩庄、溪心垻庄。
1901年（日治明治三十四年）11月，全台廢縣廳改設二十廳，該庄隸屬於臺中廳。1903年（明治三十六年）6月，該庄編入「萬斗六區」，隸屬於臺中廳。1909年（明治四十二年）10月，合併二十廳為十二廳，該庄改編入「霧峰區」，仍隸屬於臺中廳。1920年（大正九年），全台地方制度大改正，廢十二廳改設五州二廳，該庄改制為「丁臺」大字，隸屬於臺中州大屯郡霧峰庄，大字下有「丁臺」、「南勢」小字地名。
戰後霧峰庄改制為霧峰鄉，隸屬於臺中縣，大字亦改制為村。1950年10月，中、彰、投分治，霧峰鄉仍隸屬臺中縣。2010年12月，臺中縣市合併為直轄臺中市，霧峰鄉改制為霧峰區，村亦改制為里。

## 聚落
本地區發展較早的聚落有丁臺、南門仔、石埒頭、九股、頂松仔腳、八十石租、頂南勢、下南勢等，在日治期初期的官方地圖上已有記載。此外，本地區尚有溪底仔、樹蓮花腳、北勢、南勢等聚落。

## 交通
國道3號又稱「福爾摩沙高速公路」，是貫穿台灣西部的兩條縱向高速公路之一，大致以西北—東南走向繞大彎轉東北—西南走向經過丁臺地區東北部、東部及南部。該國道在本地區東北部邊界地帶省道台74線終點端交會處及省道台3線連絡道設有霧峰交流道，由此可快速前往台灣西部各地。另外在本地區南部國道6號交會處設有霧峰系統交流道。
國道6號又稱「水沙連高速公路」，是霧峰至埔里的橫貫高速公路，其西側端點位於本地區南部國道3號霧峰系統交流道。由此向東南可前往草屯、國姓、埔里並止於省道台14線路口。
省道台63線又稱「中投公路」，是台中市南區至南投縣草屯的幹道，大致先以北偏東—南偏西走向繞大彎轉西北—東南走向蜿蜒經過本地區北部，再以北北東—南南西走向經過本地區東南端。由該道路向北偏東可前往大里、臺中市區南側並止於省道台3線路口，向南南西可前往草屯並止於省道台14乙線路口。
區道中111線（北岸路）是東園至北勢的道路，其南側端點位於本地區中部北勢聚落西側的區道中116線路口。由此向西南西轉西北出境後，可前往喀哩、溪心垻南部並止於市道127號路口。
區道中113線（北豐路、豐正路、光明路）是五福至南勢的道路，其南側端點位於本地區東南端區道中118-1線路口。由此向北北西蜿蜒而行，經國道5號高架橋下、國道3號高架橋下後，至北勢聚落東南側的區道中116線路口，轉西北與其共線至區道115號路口，轉東北改與其共線約20公尺後，轉北北西獨行後轉北北東以至出境，可前往吳厝地區的四塊厝、吳厝並止於區道中115線路口。
區道中114線（四德南路，六股路）是四德至雙溪嘴的道路，大致以北北西—南南東走向經過本地區東北部。由該道路向北北西可前往吳厝南部四德國小並止於市道127號路口，向南南東可前往萬斗六並止於該地區北部邊界東側與霧峰地區交界地帶的雙溪嘴。
區道中115線（丁臺路）是東園至北勢的道路，其南側端點位於本地區中部的北勢聚落區道中116線路口。由此向東北經區道117線起點路口、省道台63線高架橋下後至丁臺聚落，經區道中114線路口後轉北偏西再轉北再轉北偏東蜿蜒出境後，可前往吳厝與柳樹湳交界地帶、柳樹湳西端、吳厝、溪心垻東北部並止於市道127號路口。
區道中116線（丁臺路、豐正路）是溪南至萬豐的道路，大致以西北—東南走向由本地區西部邊界入境，至北勢聚落西側的區道中111線終點路口轉向東再轉東北東，至區道中113線路口（也是區道中115線終點路口）轉東南東與其共線一小段路，至光正國小後沿同方向獨行並轉東南，經國道3號高架橋下、區道中117線路口後出境。由此道路向西北可前往喀哩中部偏西北並止於市道127號路口，向東南可前往萬斗六並止於省道台3線路口。
區道中117線（丁臺路559巷、南阡巷、光明西路）是丁臺至南勢的道路，其北側端點位於本地區中部偏東北的區道中115線路口。由此向南南東蜿蜒而行，可前往本地區與萬斗六交界地帶並止於區道中118-1線路口。
區道中118線（北岸路）是北勢至象鼻坑的道路，其西側端點位於本地區西部區道111線路口。由此向東南沿堤防道路經國道3號高架橋下出境後，可前往萬斗六地區的象鼻坑並止於象鼻橋東側橋頭。
區道中118-1線（光明路）是南勢至山腳苓的道路，其西側端點位於本地區東南端的區道中118線路口。由此向東北東蜿蜒而行，經區道中113線終點路口、國道6號高架橋下後出境，可前往萬斗六地區的舊社並止於區道中119線路口。

## 學校
- 光正國小

## 產業
- 南勢工業區